# Argent Soma
Argent Soma é um anime que levanta questões sobre preconceito, política, lealdade e amizade.
O anime foi originalmente licenciado pela Bandai Entertainment na América do Norte antes de sair da impressão em 2012. Após o encerramento de 2012 da Bandai Entertainment, Sunrise anunciaou na Otakon 2013, que Sentai Filmworks resgataria  Argento Soma , junto com um punhado de outros antigos títulos da BEI.

## Enredo
Em um esforço para aprender mais sobre os aliens metálicos que assolam o planeta nos últimos anos, o Dr. Noguchi e sua assistente Maki Agata tentam trazer a vida um alien destruído e em pedaços. Eles recrutam Takuto Kaneshiro, o namorado de Maki na faculdade, que ambos querem, devido a seus talentos para a metalurgia. Embora Takuto esteja descontente por Maki guardar segredos dele, ainda assim ajuda com o projeto, relutantemente. No entanto, durante o processo de reviver o alien, que o Dr. Noguchi apelidara de Frank (referência a Frankenstein), soldados não identificados tentam invadir o laboratório que fora apelidado de morgue. Ao cortarem a energia do laboratório, justo no processo de revive de "Frank", uma onda descontrolada de energia flui para o mesmo, com um aumento súbito de poder provocando uma violenta explosão que mata a todos, exceto Takuto. Mister X visita o destroçado (emocionalmente e fisicamente) Takuto no hospital e oferece a ele uma chance de vingança contra o monstro que ele culpa pela morte de sua Maki e destruiu sua vida. Meses depois, o tenente Ryu Soma renasce das sombras da alma de Takuto, como um piloto que se junta ao grupo FUNERAL. Esta é a organização que lida com os ataques dos alienígenas, e tem também de recapturar Frank que fugiu depois da explosão do laboratório que Takuto se encontrava. Rapidamente fica claro que Frank se tornou a arma mais eficaz contra os aliens que tentam invadir a Terra, o que deixa Ryu dividido entre o desejo de vingança e o desejo de proteger seus camaradas. Complicando ainda mais o cenário, a única pessoa que pode se comunicar com Frank é uma jovem garota chamada Hattie, que ostenta uma impressionante semelhança com Maki, o amor perdido de Takuto/Ryu. Logo se torna evidente que Frank é muito mais do que um simples monstro, Ryu e seus companheiros da Funeral começam a se ver envolvidos em questões sobre identidade humana, dor e perda.